# Ursa (Rumunia)
Ursa – wieś w Rumunii, w okręgu Aluta, w gminie Gârcov. W 2011 roku liczyła 888 mieszkańców.